# Штепа, Владимир Алексеевич
Владимир Алексеевич Штепа (укр. Володимир Олексійович Штепа; 23 августа 1945, Городище — не позднее 2003) — советский и украинский трубач. Заслуженный артист Украинской ССР (1986).

## Биография
Владимир Штепа получил музыкальное образование Киевскую консерваторию. В 1968 году он стал лауреатом II премии Украинского республиканского конкурса 50-летия ВЛКСМ в Киеве. С 1968 по 1972 год, будучи студентом консерватории, Штепа работал в сценическом оркестре Киевского театра оперы и балета.
В 1972 он окончил консерваторию по классу по классу Николая Бердыева и стал артистом симфонического оркестра радио и телевидения Украинской ССР. В 1986 году Владимир Штепа покинул оркестр и стал руководителем концертного ансамбля в Виннице.
Помимо трубы, Владимир Штепа виртуозно владел несколькими народными инструментами, выступая с сольными номерами.
Погиб в результате несчастного случая.